# Teresa de Los Andes (serie de televisión)
Teresa de Los Andes es una miniserie de televisión biográfica y religiosa chilena dirigida por Vicente Sabatini Downey. Es una adaptación de la biografía de Juana "Juanita" Fernández Solar, más conocida como Santa Teresa de los Andes, una religiosa católica chilena, perteneciente a las Carmelitas Descalzas, donde narra su vida desde su adolescencia hasta su muerte en un convento de Los Andes. Se estrenó el 6 de agosto de 1989 por Televisión Nacional de Chile.

## Historia
Esta producción dramática, biográfica y religiosa de TVN, emitida entre el 6 de agosto y el 10 de septiembre de 1989, narra la vida y muerte de la joven Juanita Fernández Solar, más conocida como santa Teresa de Los Andes (1900-1920), interpretada por la actriz Paulina Urrutia, desde su adolescencia en la hacienda de Chacabuco (enero de 1917) hasta sus últimos días en el monasterio de las Carmelitas Descalzas de Los Andes (12 de abril de 1920).

## Elenco
- Paulina Urrutia como Juana "Juanita" Fernández Solar / Sor Teresa de Los Andes.[4]
- Silvia Santelices como Lucía Solar.
- Carlos Matamala como Miguel Fernández.
- Luz Jiménez como Madre Angélica Teresa del Santísimo Sacramento.
- Silvia Piñeiro como Madre Bouscayrol.
- Cuca Navarro como Lucita Fernández Solar.
- Patricia Pardo como Rebeca Fernández Solar.
- Pablo Ausensi como Luis Fernández Solar.
- Alberto Vega como Chiro Huneeus.
- Consuelo Holzapfel como Menche Tagle de Correa.
- Rubén Darío Guevara como Ismael Correa.
- Tichi Lobos como Clarita Correa.
- Roxana Campos como Ofelia Miranda.
- Mireya Véliz como María Cáceres.
- María Soledad Gutiérrez como Rosa Mejía.
- Claudia Santelices como Susana.
- Giselle Demelchiore como Elisa Valdés.
- Alejandra Silva como Herminia Valdés.
- Felipe Castro como Ramiro Prieto.
- Renato Münster como Joaquín Salinas.
- Rodrigo Núñez como Jacobo Nazaré.
- Pedro Gaete como Juan Rulo.
- Gabriela Hernández como Juana Solar.
- Andrés Blanco como Nanito Fernández Solar.
- Francisco Reyes como Miguel Fernández Solar.
- Carlos Manuel Castillo Villanueva como Panchito Valdés.
- Santiago Ramírez como Paco Rivas.
- Mónica Sifrind como Julia Freire de Rivas.
- Inés María Marín como Matilde.
- Marcela Arroyave como Carmen de Castro Ortúzar.
- María Teresa Fricke como Madre Popelaire.
- Mabel Farías como Madre Izquierdo.
- Pina Brandt como Madre Bauer.
- Laurence Masliah como Madre du Bose.
- Consuelo Castillo como Madre Serrano.
- Pamela Fernández como Madre Ríos.
- Sandra Novoa como Blanca Echaurren.
- Claudia Godoy como Margarita Sotomayor.
- Mercedes Pérez como Chela Montes.
- María Gabriela Errázuriz como Elena Salas.
- Marcela Stangher como Inés Salas.
- Valentina Pollarolo como Luisa Vial.
- Alejandra Mödinger como Amelia Vial.
- Viviana Mellado como María Josefina.
- Vynka Meza como María Gabriela.
- Carmen Disa Gutiérrez como  Teresita Montes / Hermana María Teresa de San Juan de la Cruz.
- Cecilia Cucurella como Hermana Luisa María del Santísimo Sacramento.
- Paz Irarrázabal como Hermana María Josefina del Espíritu Santo.
- Coca Rudolphy como Hermana María de la Cruz.
- Myriam Palacios como Hermana Juana del Niño Jesús.
- Eliana Vidiella como Hermana Ángela de San José.
- Mirta González como Hermana María de San José.
- Luz Berríos como Hermana Ana de Jesús.
- Natacha Chevesic como Hermana Gabriela del Niño Jesús.
- Romana Satt como Hermana Teresa de San Elías.
- Asunción Aldunate como Hermana María de los Ángeles.
- Lorene Prieto como Hermana Isabel de la Trinidad.
- Verónica González como Hermana María Marta de San Miguel.
- Viviana Ferrer como Hermana Teresa Eugenia de la Eucaristía.
- Isabel Quinteros como Hermana María de Jesús.
- Rodrigo Álvarez como Padre Blanch.
- Humberto Gallardo como Padre Avertano.
- Óscar Hernández como Padre Valdés.
- Valerio Arredondo como Padre Salas.
- Walkiria Martínez como Sarita Urbistondo.
- Ernesto Gutiérrez como Fotógrafo.
- Alexis Gallardo como Juanito.
- Laura Olazabal como Madre de Juanito

## Producción
En esta miniserie religiosa y biográfica, se muestra el lado humano de la primera chilena declarada beata por la Iglesia católica, que sería canonizada en 1993. Esta serie tuvo su eco al año siguiente en Universidad Católica de Chile Televisión, la estación vecina, quien produjo otra serie biográfica y religiosa, esta vez, es sobre la vida de san Alberto Hurtado (entonces en vías de beatificación), llamada Crónica de un hombre santo.